# Leandro Firmino
Leandro Firmino da Hora (* 23. Juni 1978 in Rio de Janeiro) ist ein brasilianischer Schauspieler.
Leandro Firmino wurde bei einem Casting für den Film City of God entdeckt und wurde für seine Rolle des Gangsters „Locke“ mehrfach ausgezeichnet. Es folgten verschiedene Fernsehauftritte für Serien des Senders TV Globo. 2014 spielte er „Thiago“ in Trash. Ab 2018 spielte er „Gilmar“ in der Gangster-Serie Impuros. 2019 spielte er in der Telenovela Órfãos da Terra als „Tómas“ mit.

## Filmografie (Auswahl)
- 2002: City of God
- 2006–2007: Vidas Opostas (Fernsehserie, 75 Folgen)
- 2014: Trash
- 2015–2018: Magnífica 70 (Fernsehserie, 33 Folgen)
- 2018–2023: Impuros (Fernsehserie, 31 Folgen)
- 2019: Órfãos da Terra (Fernsehserie, 56 Folgen)
- 2019: Impuros: O Filme
- 2021: Goitaca
- 2022: Operation Marea Negra (Fernsehserie, 7 Folgen)
- 2024: La Máquina (Fernsehserie, 1 Folgen)